# Hoshihananomia notabilis
Hoshihananomia notabilis es una especie de coleóptero de la familia Mordellidae.

## Distribución geográfica
Habita en Queensland (Australia).